# Carlo Montanari (generale)
Carlo Augusto Settimo Montanari (Moncalvo, 11 marzo 1863 – Dolegna, 9 novembre 1915) è stato un generale italiano, decorato di Medaglia d'oro al valor militare alla memoria nel corso della prima guerra mondiale. La quota dove trovò la morte fu intitolata Poggio Montanari. Un cacciatorpediniere della Regia Marina ha portato il suo nome.

## Biografia
Nacque a Moncalvo, in provincia di Asti, l'11 marzo 1863, figlio di Caro Amico e Vittoria Baldovini. Dopo aver studiato presso il Collegio Militare di Firenze, nel 1881 fu ammesso a frequentare la Regia Accademia Militare di Artiglieria e Genio di Torino, da cui uscì con il grado di sottotenente, assegnato all'arma di artiglieria, nel 1883. Assegnato al 15º Reggimento artiglieria da campagna, divenne tenente nel 1885 e due anni dopo partì per l'Eritrea al seguito del corpo di spedizione del generale Alessandro Asinari di San Marzano. Venne rimpatriato dopo un anno di servizio presso il Regio corpo truppe coloniali, prestando poi servizio presso il 15° e quindi nel 7º Reggimento d'artiglieria. Promosso capitano nel 1894, fu trasferito al 22º Reggimento d'artiglieria e quindi frequentò con successo i corsi della Scuola di guerra di Torino, al termine dei quali divenne ufficiale presso il Corpo di Stato maggiore a Roma, svolgendo con successo numerosi incarichi riservati sia in patria che all'estero.
Rientrato in Italia dopo aver sposato a Berlino la signorina Helen Ramsey Day, fu promosso maggiore a scelta nel 1904 e trasferito in servizio al 51º Reggimento fanteria della Brigata Alpi. Prese parte alle operazioni di soccorso alle popolazioni colpite dal terremoto calabro-siculo del 1908. Rientrato a Roma nel 1906, assunse l'incarico di insegnante di tattica presso l'Istituto superiore di guerra e fu promosso tenente colonnello nel gennaio 1910. L'anno successivo fu nominato Capo ufficio dello Scacchiere orientale.
Divenuto colonnello nel 1914, assunse l'incarico di Capo dell'Ufficio della segreteria dello Stato maggiore, allora diretto dal generale Alberto Pollio, cui dopo il decesso succedette Luigi Cadorna. All'atto dell'entrata in guerra del Regno d'Italia, avvenuta il 24 maggio 1915, fu assegnato al Comando Supremo come segretario particolare di Cadorna. Promosso maggiore generale, nel mese di settembre assunse il comando della Brigata Como (1º settembre-10 ottobre), e poi della Brigata Forlì operante nel settore di Plava, sul medio corso del fiume Isonzo. Durante la terza battaglia dell'Isonzo condusse la sua unità al fuoco, occupando il villaggio di Dolegna e raggiungendo i reticolati che proteggevano Quota 383. Il 3 novembre, mentre studiava il terreno antistante da un posto di osservazione avanzato sito sul ponte di Plava, poco prima di un attacco fu colpito da una pallottola nemica al torace. Trasportato presso l'ospedale da campo 017 di Dolegna, si spense il giorno 9 in seguito alla ferita riportata.
Trasferita la salma a Udine, i solenni funerali militari vennero celebrati da padre Giovanni Semeria alla presenza dei familiari e del generale Cadorna, che pronunziò una orazione funebre. Per onorarne il coraggio, con Regio Decreto del 29 febbraio 1916 gli fu concessa la Medaglia d'oro al valor militare. Nel corso del 1921 i suoi resti mortali furono traslati nel cimitero di Moncalvo per esservi solennemente tumulati.
Il suo paese natale gli ha intitolato una via, la scuola elementare della frazione Santa Maria e un Centro Civico. Un cacciatorpediniere della Regia Marina ha portato il suo nome.

### Annotazioni
1. ↑  Egli era un patriota mantovano fuggito come profugo in Piemonte per sottrarsi al regime austriaco. Un congiunto, il conte Carlo Montanari, fu tra i cospiratori mazziniani impiccati nel forte di Belfiore il 3 marzo 1853.
2. ↑  Dato che conosceva, e parlava correttamente, francese, inglese e tedesco, lo Stato Maggiore del Regio Esercito gli fece effettuare numerose missioni all'estero, in Danimarca, Austria, Germania, e Francia.

### Fonti
1. ↑  Carolei, Greganti, Modica 1968, p. 126.
2. 1 2 3  http://www.treccani.it/enciclopedia/carlo-montanari_(Dizionario-Biografico)
3. 1 2 3 4 5 6  Generals.
4. 1 2 3 4 5 6 7 8 9 10 11  temi di Storia.
5. ↑  Sito web del Quirinale: dettaglio decorato.